# フリージュ
フリージュ (Phryges) は、2024年パリオリンピックの公式マスコットキャラクター。

## 概要
フリージュとは小さなフリジア帽を意味する。これまでの五輪では主に動物がマスコットとして選ばれていたが、フランス革命において自由の象徴とされたフリジア帽が当時の精神への敬意を込めて選ばれた。
「オリンピック・フリージュ」と「パラリンピック・フリージュ」の2種類のフリージュが存在する。パラリンピック・フリージュは右足が義足で競技用のブレードを装着しており、多様性の包摂というテーマを象徴している。オリ・パラ両大会で同じモチーフのマスコットが使用されるのは歴史上初めての試み。

ドラクロワ作『民衆を導く自由の女神』（1830年）においてマリアンヌはフリギア帽をかぶり、自由の概念を体現している。